# Elena Baggiore
Elena Baggiore (Torí, 6 de maig de 1944) és una soprano italiana.

## Biografia
Elena Baggiore és considerada una de les sopranos més importants italianes, apreciada per la seva refinada tècnica vocal i les seves intenses interpretacions, particularment la Tosca (òpera de Puccini) al costat del tenor italià Carlo Bergonzi.
Va estudiar a Milà amb la cèlebre soprano Gina Cigna, i després a l'Acadèmia Chigiana de Siena, on es va diplomar amb excel·lència. Després del debut amb l'orquestra de la RAI sota la direcció de Cesare Gallino, Elena Baggiore ha cantat en els teatres lírics més importants del món, com ara el Teatre Regio de Parma, la Staatsoper de Viena, el Teatre Nacional de São Carlos de Lisboa i el Gran Teatre del Liceu de Barcelona. Entre els artistes amb qui ha cantat rols de protagonista figuren els més grans noms de la lírica, com ara Carlo Bergonzi, Alfredo Kraus, Plácido Domingo, Mario Del Monaco, Rolando Panerai, Mirella Parutto, Magda Olivero, Virginia Zeani i Frano Corelli.
Al Gran Teatre del Liceu va cantar Un ballo in maschera de Verdi el gener de 1978, amb Jaume Aragall/Luis Lima, Enriqueta Tarrés, Franco Bordoni i Montserrat Aparici. L'any següent, en gener de 1979 va cantar I quattro rusteghi d'Ermanno Wolf-Ferrari, amb Otello Borgonovo, Aurio Tomicich, Alfredo Mariotti, Franco Boscolo, Rosa Laghezza, Pietro Bottazzo, Mariella Adani, Silvana Zanolli i Pier Francesco Poli. Al mes següent, en febrer de 1979, va intervenir en La rondine de Puccini, amb Yasuko Hayashi, Michele Molese, María Uriz, Rosa Maria Ysàs, Cecília Fondevila i altres. En gener de 1981 va cantar Carmen, de Bizet, amb Fiorenza Cossotto, Guy Chauvet, Cecília Fondevila, Gian Koral i altres.
Va fer el paper de Yniold de Pelléas et Mélisande de Debussy en 1966 al Teatre Verdi de Trieste; en 1967 Sandrina de Una domenica de Mario Bugamelli i en el 1975 Nela en Il Paese dei Campanelli (de Carlo Lombardo i Virgilio Ranzato) amb Aurora Banfi, Adriana Innocenti i Sandro Massimini al Teatre Estable Politeama Rossetti de Trieste.
El seu repertori inclou més de cinquanta òperes, entre elles Tosca, La traviata, La bohème, Pagliacci, Cavalleria rusticana, Fedora i Manon Lescaut.
Està casada amb el director escènic Giampaolo Zennaro.

## Discografia (selecció)
- Luigi Cherubini
  - Médée, 1971, (Magda Olivero, Angelo Lo Forese, Loris Gambelli, Orquestra i Cor de Màntua, dir. Nicola Rescigno) Compact Disc - MYTO 911.36
- Donizetti
  - Il campanello, 1980 (Stella Silva, Alfredo Mariotti, Giorgio Gatti, Mario Marchisio, Cor “Radio Lyrique” i Orquestra “Suisse Romande”, dir. Gianfranco Rivoli) GG001 (CD, 1 disc)
- Umberto Giordano
  - Il re, 1971, (Mario Ferrara, Tito Turtura, Jelena Janković, Franca Moretti) CASTLE CLASSICS GL345 U
  - Fedora, 1971, (Magda Olivero, Orquestra i cor del Angelicum de Milà) House of Opera CDBB 282 {2CDRS} (2003)
  - Fedora, 1974, (Virginia Zeani, Orquestra i cor del Teatre Verdi de Pàdua) Compact Disc; - Opera Depot OD; 10452-2 {2CDRS} (2009)
- Jules Massenet
  -  Werther, 1972, (Virginia Zeani, Alfredo Kraus, Orquestra i cor del Teatre Grec de Lecce)

Vídeo
- Giacomo Puccini
  - Tosca, 1980, (Bergonzi. Teatre de Bogotá). Lipton
- Ruggero Leoncavallo
  - Pagliacci, 1980, (Bergonzi, Janulako. Teatre de Bogotá). Lipton
- Giuseppe Verdi
  - Un ballo in maschera, 1977 (Enriqueta Tarrès, Luis Lima, Bordoni. Gran Teatre del Liceu de Barcelona)